# 香港公營機構
香港公營機構是指由香港特別行政區政府出資成立及營運，負責特定公共服務或政府認為需要較多社會人士參與的工作，但不屬政府部門的半官方機構。這些機構有些根據法例成立（在這情況下又可稱為法定機構或法定組織），有些則不是。其職能雖然和政府部門相似，但不屬於政府體系，成員皆不屬香港公務員，較政府部門有較多的自主權，但主要決策者均由政府或行政長官邀請社會人士擔任。
多數公營機構的運作由政府支付，不過部分也有能力收費以自負盈虧，少數機構（如證券及期貨事務監察委員會）更長期有盈餘。另外部分具公司性質，以商業原則經營（如九廣鐵路公司）。部分由政府成立的公司已上市（如香港鐵路有限公司及香港交易及結算所有限公司）。由於上市公司的盈利由投資者均分，政府只能以持股量分得盈利，而且為免干預其他投資者的利益，政府不能以公眾利益的角度完全控制該些公司，故多數人都不把這些以盈利為主要目標的公司當成公營機構，然而，港鐵公司受該組織條例（556章）規管，但寫明不屬公共機構而豁免某些屬於公營機構的限制，仍屬法定機構。
注意：公營機構和公用事業並不相同。後者是指提供重要的公共服務的機構（如電力、電、運輸等），可能由私人擁有，並以盈利為目的。

## 職能
可分為幾類：
- 負責特定公共服務：例子有制訂香港公共房屋政策的香港房屋委員會、管理香港國際機場的香港機場管理局、調查及調解歧視事宜的平等機會委員會等，或重要的公共服務。
- 執行某些監管職能：例子有地產代理監管局和保險業監管局。
- 作為政府的諮詢機構，為政府提供意見：如交通諮詢委員會、禁毒常務委員會
- 按法例需要成立的上訴委員會或審裁處：如版權審裁處
- 某些地區組織

## 財政來源
可分為兩類：
- 受政府經常資助：這類機構的服務需政府經常性補助，如醫療、教育及培訓。例子有醫院管理局、職業訓練局、扶貧委員會、僱員再培訓局、大學教育資助委員會和建造業訓練委員會等。
- 按商業原則運作：這類機構按商業原則運作，例如提供收費服務、在每筆交易按金額收取徵費或提供註冊服務及發牌時收取註冊費或牌費。例子有香港機場管理局、強制性公積金計劃管理局、香港考試及評核局、測量師註冊管理局、社會工作者註冊局及證券及期貨事務監察委員會等。

## 外部連結
- 香港政府網站及人員 （页面存档备份，存于）
- 香港法定組織 （页面存档备份，存于）